# 돌산초등학교
돌산초등학교는 대한민국 전라남도 여수시에 있는 공립 초등학교이다.

## 학교 연혁
- 1910년 9월 1일 취성학교(사립) 인가
- 1911년 6월 30일 돌산공립보통학교 인가(4년제)
- 1925년 3월 15일 6년제 개편 인가
- 1938년 4월 1일 돌산공립심상소학교로 개칭
- 1941년 4월 1일 돌산공립국민학교로 개칭
- 1950년 4월 1일 돌산국민학교로 개칭
- 1961년 4월 6일 송도분교장 개교
- 1981년 10월 25일 병설유치원 설립인가
- 1996년 3월 1일 돌산초등학교로 개칭
- 1999년 9월 1일 금성초등학교 통폐합
- 2003년 3월 1일 특수학급 신설
- 2005년 3월 1일 금봉분교장, 대신분교장 통폐합
- 2005년 11월 15일 농어촌 현대화 시범학교 준공
- 2010년 10월 5일 송도분교장 폐교

## 참고 자료
- 돌산초등학교 - 한국교육학술정보원 학교알리미